# Slunéčko vřesové
Slunéčko vřesové (Coccinella hieroglyphica) je druh brouka z čeledi slunéčkovití.

## Popis
Délka těla slunéčka vřesového se pohybuje v rozmezí 4–5 mm. Tělo bývá červenohnědé s pěti skvrnami – dvě podlouhlé vepředu, dvě kulaté vzadu a jedna protáhlá na scutellu. Zbarvení a skvrny jsou však velmi variabilní (skvrny se často spojují), běžná je i černá forma. Pronotum je černé s bílými skvrnami na předních okrajích. Nohy jsou černé. Larva je tmavě šedá až černá s černými hrbolky a žlutými skvrnami.

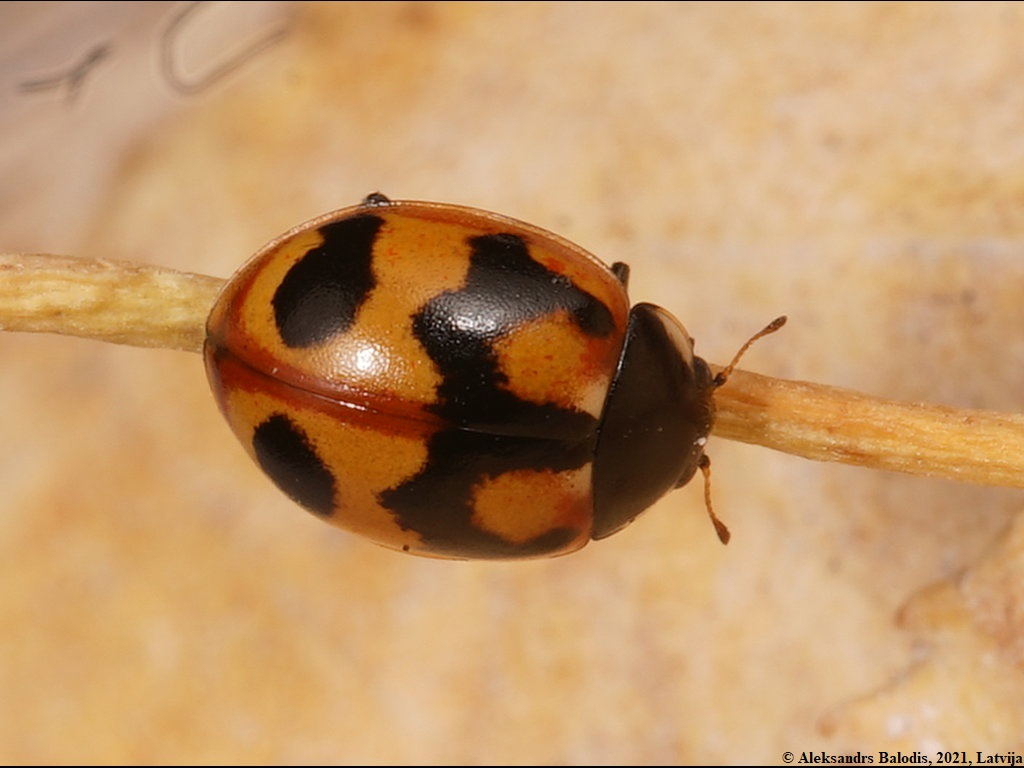
Světlá forma s propojenými skvrnami
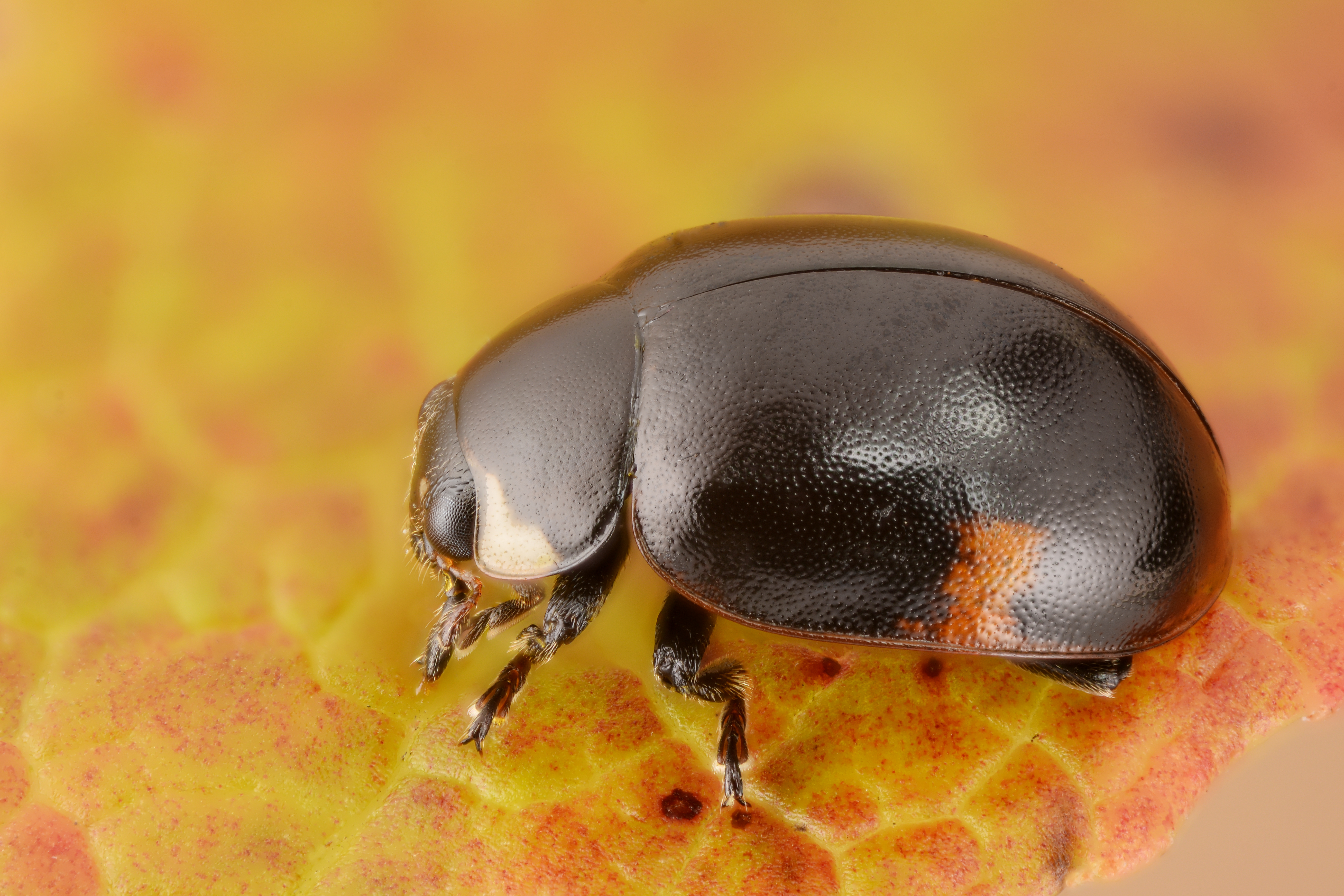
Černá (melanická) forma
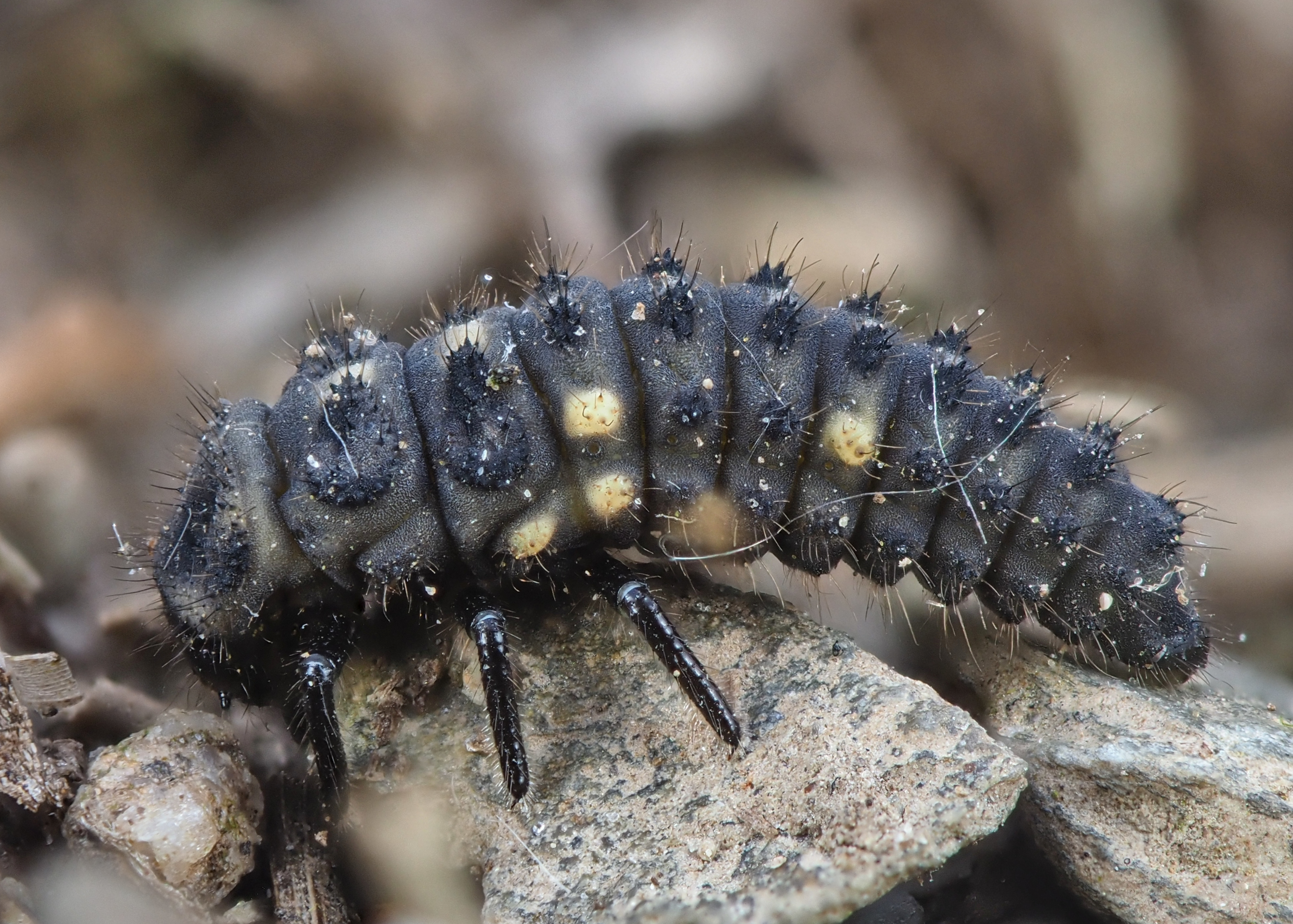
Larva slunéčka vřesového

## Rozšíření
Slunéčko vřesové se vyskytuje na většině území palearktické oblasti, od západní Evropy po ruský Dálný východ a od polárního kruhu po severní Itálii. V Severní Americe se vyskytuje poddruh Coccinella hieroglyphica ssp. mannerheimi. Preferuje vřesoviště, nejčastěji bývá spojováno s vřesem obecným (Calluna vulgaris), občas také s borovicí nebo břízou.

## Potrava
Stejně jako další druhy z čeledi slunéčkovití se slunéčko vřesové živí mšicemi, tento druh se také živí vajíčky a larvami brouka Lochmaea suturalis, a brouků z rodů Altica a Galerucella.

## Poddruhy
Slunéčko vřesové má v současnosti 4 uznávané poddruhy:
- C. hieroglyphica ssp. hieroglyphica
- C. hieroglyphica ssp. humboldtiensis
- C. hieroglyphica ssp. kirbyi
- C. hieroglyphica ssp. mannerheimi